# Tre Deckare löser Juvelgåtan
Alfred Hitchcock och Tre deckare löser Juvelgåtan (originaltitel Alfred Hitchcock and the Three Investigators in The Mystery of the Vanishing Treasure) är den femte boken i den fristående Tre deckare-serien. Boken är skriven av Robert Arthur 1966. Den utgavs i Sverige på svenska 1968 av B. Wahlströms bokförlag med översättning av Lasse Mattsson.